# Forțele Aeriene Regale ale României
Aeronautica Regala Romana (ARR) erau forțele aeriene ale României în cel de-al Doilea Război Mondial. Aeronautica Regală Română asigura sprijin forțelor terestre, efectua recunoaștere aeriană și apăra teritoriul țării de forțe inamice în perioada 1941-1944.

## Emblema

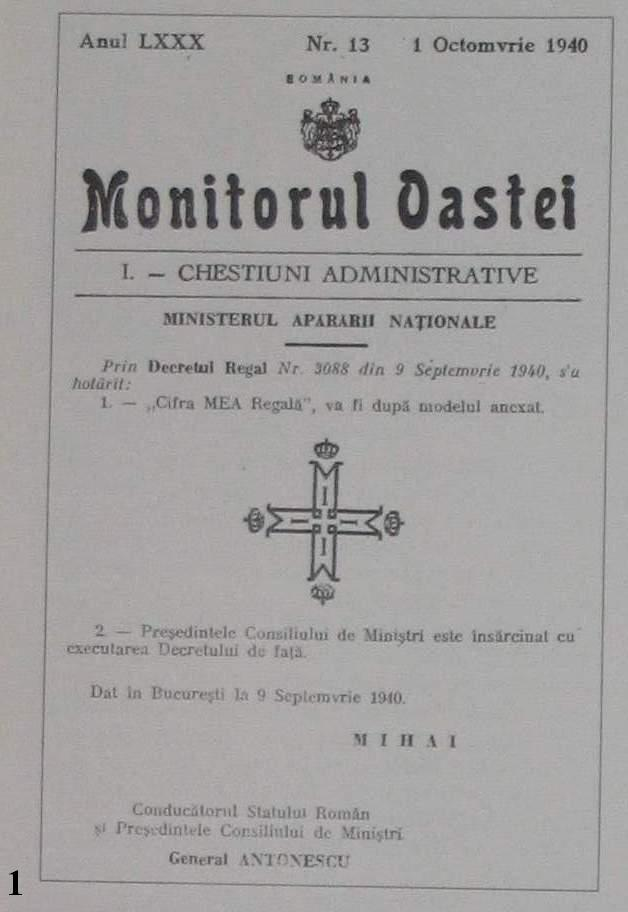
Decretul Regal nr. 3088 din 9 septembrie 1940, cu prezentarea Cifrului Regal al M.S. Regelui Mihai I

Marcarea avioanelor în perioada 1941-1944 (cocarda cu cifrul Regelui Mihai)

Emblema ARR era Crucea Regelui Mihai I pe fuzelaj și pe partea superioară și inferioară a aripii (v. „Cifru Regal”).

## Ași români ai ARR
- Alexandru Șerbănescu
- Constantin Cantacuzino
- Cristea Chirvăsuță
- Ioan Dicezare
- Tudor Greceanu
- Constantin Lungulescu
- Ioan Maga
- Ioan Mălăcescu
- Ioan Milu
- Ioan Mucenica
- Horia Agarici
- Ion Dobran

## Companii aeriene
- Industria Aeronautică Română (IAR)
- Întreprinderea de Construcții Aeronautice Românești (ICAR)

## Avioane de producție autohtonă

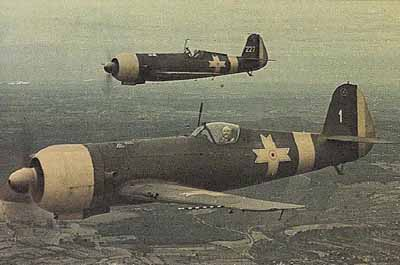
IAR-80

- IAR-80 - avion de vânătoare monomotor monopost
- IAR-81 - avion de vânătoare-bombardier monomotor monopost
- IAR-37 - avion de cercetare , recunoaștere și bombardament ușor

## Avioane produse sub licență în România
- Messerschmitt Bf 109G (16 exemplare produse la Brașov)
- Savoia-Marchetti SM79JR (16 exemplare produse la Brașov)
- PZL P.11f (80 exemplare produse la IAR)
- PZL P.24E (50 exemplare produse la IAR)
- Icar Comercial (proiect Messerschmitt[1], 1 exemplare produse la ICAR)

## Lista avioanelor aflate în dotarea FARR în al Doilea Război Mondial

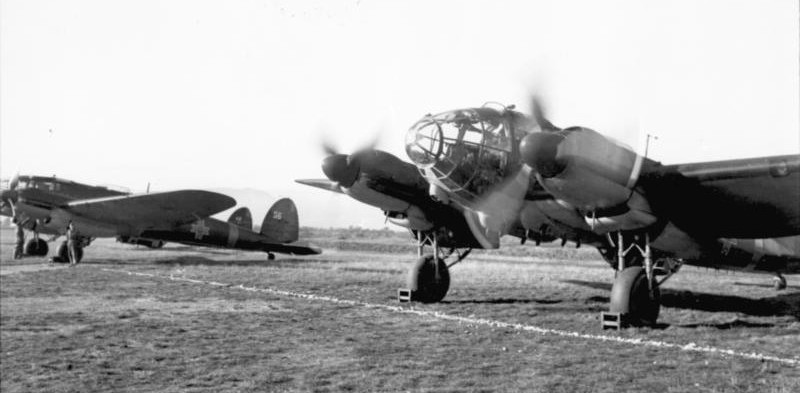
Heinkel He 111 cu însemne românești

| Tip                        | Varianta                          | Originea     | Descrierea                                            |
| -------------------------- | --------------------------------- | ------------ | ----------------------------------------------------- |
| Arado Ar 66                | C                                 | Germania     | Biplan de antrenament cu un motor și două locuri      |
| Arado Ar 196               | A-3                               | Germania     | Avion de recunoaștere                                 |
| Avia BH-25                 | J                                 | Cehoslovacia | Avion de transport cu un motor                        |
| Bloch MB.210               | BN5                               | Franța       | Bombardier cu două motoare                            |
| Bristol Blenheim           | Mk.I                              | Regatul Unit | Bombardier ușor / avion de vânătoare cu două motoare  |
| CANT Z.501                 |                                   | Italia       | Hidroavion de recunoaștere monomotor                  |
| de Havilland Dragonfly     |                                   | Regatul Unit | Avion de transport bimotor                            |
| de Havilland Dragon Rapide |                                   | Regatul Unit | Avion de transport bimotor                            |
| Dewoitine D.27             |                                   | Franța       | Avion de vânătoare monomotor                          |
| Fieseler Fi 156            | C-2                               | Germania     | Avion de recunoaștere monomotor                       |
| Focke-Wulf Fw 44           | C                                 | Germania     | Avion de recunoaștere monomotor                       |
| Focke-Wulf Fw 58           | C                                 | Germania     | Avion de transport/ambulanță bimotor                  |
| Focke-Wulf Fw 189          | A-1/2                             | Germania     | Avion de recunoaștere bimotor                         |
| Focke-Wulf Fw 190          | A-8/F-8                           | Germania     | Avion de vânătoare monomotor                          |
| Gotha Go 242               | A-1                               | Germania     | Planor de transport                                   |
| Hawker Hurricane           | Mk. I                             | Regatul Unit | Avion de vânătoare monomotor                          |
| Heinkel He 111             | E-3/H-3/H-6/H-20                  | Germania     | Bombardier mediu bimotor                              |
| Heinkel He 112             | B-1/B-2                           | Germania     | Avion de vânătoare monomotor                          |
| Heinkel He 114             | A-2                               | Germania     | Avion de recunoaștere monomotor                       |
| Henschel Hs 129            | B-2                               | Germania     | Avion de atac la sol bimotor                          |
| IAR POTEZ 25               |                                   | România      | Avion de recunoaștere/bombardier monomotor            |
| IAR-14                     |                                   | România      | Avion de vânătoare monomotor                          |
| IAR-15                     |                                   | România      | Avion de vânătoare monomotor                          |
| IAR-22                     |                                   | România      | Avion de antrenament monomotor                        |
| IAR-37                     |                                   | România      | Avion de recunoaștere/ bombardier ușor monomotor      |
| IAR-38                     |                                   | România      | Avion de recunoaștere/ bombardier ușor monomotor      |
| IAR-39                     | A/B                               | România      | Avion de recunoaștere/ bombardier ușor monomotor      |
| IAR-79                     | IAR JR79B/ IAR JRS 79B1           | România      | Avion de recunoaștere/ bombardier bimotor             |
| IAR-80                     | A/B/c                             | România      | Avion de vânătoare monomotor                          |
| IAR-81                     | A/B/C                             | România      | Avion de atac la sol monomotor                        |
| Junkers W 34               | H                                 | Germania     | Avion de transport monomotor                          |
| Junkers Ju 52              | 3mg7e                             | Germania     | Avion de transport bimotor                            |
| Junkers Ju 87              | D-3/D-5                           | Germania     | Avion de atac la sol monomotor                        |
| Junkers Ju 88              | A-4/D-1                           | Germania     | Bombardier bimotor                                    |
| Klemm Kl 35                | D                                 | Germania     | Avion de antrenament monomotor                        |
| Messerschmitt Bf 108       | B                                 | Germania     | Avion de transport monomotor                          |
| Messerschmitt Bf 109       | E-3/E-4/E-7/G-2/G-4/G-6/G-4A/G-6A | Germania     | Avion de vânătoare monomotor                          |
| Messerschmitt Bf 110       | C/D/F                             | Germania     | Avion de vânătoare-bombardier bimotor                 |
| Nardi FN.305               |                                   | Italia       | Avion de antrenament monomotor                        |
| Potez 540                  | 543                               | Franța       | Avion de recunoaștere/bombardier bimotor              |
| Potez 630                  | 631/633                           | Franța       | Avion de recunoaștere/bombardier bimotor              |
| Potez 650                  | 651                               | Franța       |                                                       |
| PZL P.7                    |                                   | Polonia      | Avion de vânătoare monomotor. Din Polonia în 1939     |
| PZL P.11                   | B/C/F                             | Polonia      | Avion de vânătoare monomotor                          |
| PZL P.24                   | E                                 | Polonia      | Avion de vânătoare monomotor                          |
| PZL.23 Karaś               | A/B                               | Polonia      | Avion de recunoaștere/ bombardier ușor monomotor      |
| PZL.37 Łoś                 | A/B                               | Polonia      | Bombardier mediu bimotor                              |
| Savoia-Marchetti SM.62     | bis                               | Italia       | Hidroavion de recunoaștere/ transportator/ bombardier |
| Savoia-Marchetti S.55      |                                   | Italia       | Avion de recunoaștere/ bombardier mediu bimotor       |
| Savoia-Marchetti SM.79     | B/JR                              | Italia       | Bombardier cu trei motoare                            |
| STC SM62                   | Sub licență                       | România      | Hidroavion de recunoaștere monomotor                  |
| SET 31                     |                                   | România      | Avion de antrenament monomotor                        |
| SET 7                      | 7A, 7K, 7H                        | România      | Hidroavion de antrenament, recunoaștere monomotor     |